# Palazzo Mossi
Palazzo Mossi è un grande edificio in stile Impero situato nel comune di Frassineto Po, in Piemonte.

## Storia
Il progetto per la costruzione del palazzo fu affidato nel 1812 da Monsignor Vincenzo Maria Mossi, ultimo membro della famiglia feudataria del borgo dal 1739, all'architetto Agostino Vitoli, originario di Spoleto.
Il Vitoli, che aveva già progettato e costruito il teatro della vicina città di Casale Monferrato, edificò un imponente edificio suddiviso in una parte adibita a rustico e stalle e un'altra a residenza padronale formata da due alti piani con al centro un corpo circolare come fulcro.
Gli interni, monumentali, furono interamente affrescati nello stile trompe-l'œil dal pittore Giuseppe Lavelli.
Il complesso era circondato da un grande giardino all'inglese.
Alla morte del proprietario l'edificio passò all'erede più vicino, Lodovico Pallavicino di Parma e, alla morte di questi, al comune di Frassineto.
All'inizio del XX secolo il palazzo fu oggetto di pesanti e a volte maldestri interventi di ristrutturazione.
Il complesso fu suddiviso in lotti e venduto a privati mentre sul sedime dei giardini fu costruita la scuola elementare.

Nel 1997, grazie ad una donazione, il comune di Frassineto è tornato in possesso di una parte del palazzo che, dopo un accurato restauro esterno ed interno, è stato aperto al pubblico.
Attualmente è sede di rappresentanza per il comune e del "Villaggio del Libro".